# Olympische Sommerspiele 1992/Baseball
Bei den XXV. Olympischen Spielen 1992 in Barcelona wurde erstmals in der Geschichte der Olympischen Spiele ein Wettbewerb im Baseball ausgetragen.
Das Turnier war für Männer und fand vom 26. Juli bis 5. August 1992 statt. Es nahmen insgesamt acht Nationen an diesem Turnier teil. Alle Spieler mussten Amateure sein. Für die Frauen fand kein entsprechender Wettbewerb statt.
Das Turnier war ein Rundenturnier und wurde im L’Hospitalet de Llobrecht Baseballstadion und im Camp Municipal de Beisbol de Viladecans ausgetragen.

## Medaillengewinner
| Gold | Silber | Bronze |
| --- | --- | --- |
| Kuba Omar Ajete Rolando Arrojo Giorge Díaz José Raúl Delgado José Estrada González Juan Padilla Osvaldo Fernández Juan Carlos Pérez Antonio Pacheco Lourdes Gourriel Orlando Hernández Luis Ulacia Alberto Hernández Ermidelio Urrutia Víctor Mesa Orestes Kindelán Omar Linares Germán Mesa Jorge Luis Valdés Lázaro Vargas | Chinesisch Taipeh Chang Cheng-hsien Chang Wen-chung Chang Yaw-teing Lin Chao-huang Lo Chen-jung Chen Chi-hsin Chen Wie-Chen Chiang Tai-chuan Pai Kun-hong Huang Chung-yi Huang Wen-po Jong Yeu-jeng Wang Kuang-shih Ku Kuo-chian Kuo Lee Chien-fu Liao Ming-hsiung Lin Kun-han Lo Kuo-chong Tsai Ming-hung Wu Shih-hsin | Japan Tomohito Itō Shin’ichirō Kawabata Masahito Kohiyama Hirotami Kojima Hiroki Kokubo Takashi Miwa Hiroshi Nakamoto Hiroyuki Sakaguchi Masafumi Nishi Kōichi Ōshima Shin’ichi Satō Akihiro Togō Kōji Tokunaga Kazutaka Nishiyama Yasunori Takami Yasuhiro Satō Masanori Sugiura Kento Sugiyama Shigeki Wakabayashi Katsumi Watanabe |

## Ergebnisse

### Vorrunde

#### Runde 1
26. Juli 10:30 Uhr, L’Hospitalet de Llobrecht Baseballstadion
| Team              | 1 | 2 | 3 | 4 | 5 | 6 | 7 | 8 | 9 |   | R  | H | E |
| ----------------- | - | - | - | - | - | - | - | - | - | - | -- | - | - |
| Italien           | 0 | 0 | 0 | 0 | 0 | 0 | 0 | 2 | 0 | 2 | 8  | 0 |   |
| Chinesisch Taipeh | 1 | 0 | 5 | 0 | 2 | 0 | 0 | 0 | x | 8 | 12 | 0 |   |

26. Juli 10:30 Uhr, Camp Municipal de Beisbol de Viladecans
| Team                    | 1 | 2 | 3 | 4 | 5 | 6 | 7 | 8 | 9 |   | R  | H | E |
| ----------------------- | - | - | - | - | - | - | - | - | - | - | -- | - | - |
| Dominikanische Republik | 0 | 0 | 0 | 0 | 0 | 0 | 0 | 0 | 0 | 0 | 3  | 0 |   |
| Kuba                    | 0 | 0 | 0 | 4 | 0 | 2 | 0 | 2 | x | 8 | 14 | 0 |   |

26. Juli 18:00 Uhr, L’Hospitalet de Llobrecht Baseballstadion
| Team               | 1 | 2 | 3 | 4 | 5 | 6 | 7 | 8 | 9 |   | R | H | E |
| ------------------ | - | - | - | - | - | - | - | - | - | - | - | - | - |
| Vereinigte Staaten | 1 | 0 | 2 | 1 | 0 | 0 | 0 | 0 | 0 | 4 | 5 | 0 |   |
| Spanien            | 0 | 0 | 0 | 1 | 0 | 0 | 0 | 0 | 0 | 1 | 3 | 2 |   |

26. Juli 18:00 Uhr, Camp Municipal de Beisbol de Viladecans
| Team        | 1 | 2 | 3 | 4 | 5 | 6 | 7 | 8 | 9 |   | R  | H | E |
| ----------- | - | - | - | - | - | - | - | - | - | - | -- | - | - |
| Japan       | 1 | 0 | 3 | 0 | 2 | 0 | 0 | 3 | 0 | 9 | 11 | 1 |   |
| Puerto Rico | 0 | 0 | 0 | 0 | 0 | 0 | 0 | 0 | 0 | 0 | 5  | 1 |   |

#### Runde 2
27. Juli 15:00 Uhr, L’Hospitalet de Llobrecht Baseballstadion
| Team               | 1 | 2 | 3 | 4 | 5 | 6 | 7 | 8 | 9 |    | R  | H | E |
| ------------------ | - | - | - | - | - | - | - | - | - | -- | -- | - | - |
| Vereinigte Staaten | 0 | 3 | 0 | 0 | 3 | 1 | 3 | 0 | 0 | 10 | 14 | 1 |   |
| Chinesisch Taipeh  | 0 | 0 | 0 | 4 | 0 | 1 | 4 | 0 | 0 | 9  | 9  | 1 |   |

27. Juli 15:00 Uhr, Camp Municipal de Beisbol de Viladecans
| Team                    | 1 | 2 | 3 | 4 | 5 | 6 | 7 | 8 | 9 |   | R  | H | E |
| ----------------------- | - | - | - | - | - | - | - | - | - | - | -- | - | - |
| Dominikanische Republik | 0 | 0 | 0 | 0 | 0 | 0 | 4 | 0 | 1 | 5 | 8  | 4 |   |
| Puerto Rico             | 2 | 1 | 0 | 0 | 4 | 0 | 0 | 0 | x | 7 | 10 | 1 |   |

27. Juli 21:00 Uhr, L’Hospitalet de Llobrecht Baseballstadion
| Team    | 1 | 2 | 3 | 4 | 5 | 6 | 7 | 8 | 9 |    | R  | H | E |
| ------- | - | - | - | - | - | - | - | - | - | -- | -- | - | - |
| Spanien | 0 | 0 | 0 | 0 | 0 | 0 | 1 |   |   | 1  | 3  | 1 |   |
| Japan   | 2 | 4 | 0 | 2 | 0 | 4 | x |   |   | 12 | 11 | 0 |   |

27. Juli 21:00 Uhr, Camp Municipal de Beisbol de Viladecans
| Team    | 1 | 2 | 3 | 4 | 5 | 6 | 7 | 8 | 9 |    | R  | H | E |
| ------- | - | - | - | - | - | - | - | - | - | -- | -- | - | - |
| Kuba    | 5 | 0 | 3 | 0 | 0 | 0 | 2 | 8 |   | 18 | 20 | 0 |   |
| Italien | 1 | 0 | 0 | 0 | 0 | 0 | 0 | 0 |   | 1  | 8  | 2 |   |

#### Runde 3
28. Juli 15:00 Uhr, L’Hospitalet de Llobrecht Baseballstadion
| Team              | 1 | 2 | 3 | 4 | 5 | 6 | 7 | 8 | 9 |    | R  | H | E |
| ----------------- | - | - | - | - | - | - | - | - | - | -- | -- | - | - |
| Puerto Rico       | 0 | 0 | 0 | 1 | 0 | 0 | 0 | 0 | 0 | 1  | 3  | 1 |   |
| Chinesisch Taipeh | 0 | 0 | 0 | 5 | 2 | 2 | 1 | 0 | x | 10 | 13 | 0 |   |

28. Juli 15:00 Uhr, Camp Municipal de Beisbol de Viladecans
| Team               | 1 | 2 | 3 | 4 | 5 | 6 | 7 | 8 | 9 |    | R  | H | E |
| ------------------ | - | - | - | - | - | - | - | - | - | -- | -- | - | - |
| Italien            | 0 | 0 | 0 | 0 | 0 | 0 | 0 | 0 |   | 0  | 5  | 4 |   |
| Vereinigte Staaten | 1 | 0 | 1 | 0 | 1 | 1 | 1 | 5 |   | 10 | 15 | 1 |   |

28. Juli 21:00 Uhr, L’Hospitalet de Llobrecht Baseballstadion
| Team  | 1 | 2 | 3 | 4 | 5 | 6 | 7 | 8 | 9 |   | R  | H | E |
| ----- | - | - | - | - | - | - | - | - | - | - | -- | - | - |
| Kuba  | 0 | 0 | 4 | 0 | 0 | 2 | 2 | 0 | 0 | 8 | 15 | 1 |   |
| Japan | 0 | 0 | 0 | 1 | 0 | 1 | 0 | 0 | 0 | 2 | 5  | 1 |   |

28. Juli 21:00 Uhr, Camp Municipal de Beisbol de Viladecans
| Team                    | 1 | 2 | 3 | 4 | 5 | 6 | 7 | 8 | 9 |    | R  | H | E |
| ----------------------- | - | - | - | - | - | - | - | - | - | -- | -- | - | - |
| Spanien                 | 0 | 0 | 0 | 1 | 0 | 1 | 0 | 0 | 0 | 2  | 4  | 4 |   |
| Dominikanische Republik | 0 | 4 | 1 | 0 | 1 | 3 | 0 | 2 | x | 11 | 13 | 3 |   |

#### Runde 4
29. Juli 15:00 Uhr, L’Hospitalet de Llobrecht Baseballstadion
| Team                    | 1 | 2 | 3 | 4 | 5 | 6 | 7 | 8 | 9 |    | R  | H | E |
| ----------------------- | - | - | - | - | - | - | - | - | - | -- | -- | - | - |
| Japan                   | 1 | 1 | 4 | 1 | 1 | 5 | 4 |   |   | 17 | 18 | 0 |   |
| Dominikanische Republik | 0 | 0 | 0 | 0 | 0 | 0 | 0 |   |   | 0  | 3  | 2 |   |

29. Juli 15:00 Uhr, Camp Municipal de Beisbol de Viladecans
| Team        | 1 | 2 | 3 | 4 | 5 | 6 | 7 | 8 | 9 |   | R | H | E |
| ----------- | - | - | - | - | - | - | - | - | - | - | - | - | - |
| Italien     | 0 | 0 | 0 | 0 | 0 | 0 | 0 | 0 | 0 | 0 | 4 | 0 |   |
| Puerto Rico | 1 | 0 | 0 | 1 | 0 | 0 | 0 | 0 | x | 2 | 7 | 0 |   |

29. Juli 21:00 Uhr, L’Hospitalet de Llobrecht Baseballstadion
| Team               | 1 | 2 | 3 | 4 | 5 | 6 | 7 | 8 | 9 |   | R  | H | E |
| ------------------ | - | - | - | - | - | - | - | - | - | - | -- | - | - |
| Vereinigte Staaten | 5 | 0 | 0 | 0 | 0 | 0 | 1 | 0 | 0 | 6 | 9  | 5 |   |
| Kuba               | 0 | 0 | 4 | 2 | 0 | 3 | 0 | 0 | x | 9 | 13 | 4 |   |

29. Juli 21:00 Uhr, Camp Municipal de Beisbol de Viladecans
| Team              | 1 | 2 | 3 | 4 | 5 | 6 | 7 | 8 | 9 |    | R  | H | E |
| ----------------- | - | - | - | - | - | - | - | - | - | -- | -- | - | - |
| Spanien           | 0 | 0 | 0 | 0 | 0 | 0 | 0 |   |   | 0  | 2  | 0 |   |
| Chinesisch Taipeh | 7 | 3 | 4 | 6 | 0 | 0 | x |   |   | 20 | 19 | 1 |   |

#### Runde 5
31. Juli 15:00 Uhr, L’Hospitalet de Llobrecht Baseballstadion
| Team    | 1 | 2 | 3 | 4 | 5 | 6 | 7 | 8 | 9 |    | R  | H | E |
| ------- | - | - | - | - | - | - | - | - | - | -- | -- | - | - |
| Italien | 0 | 0 | 0 | 0 | 1 | 2 | 0 | 0 |   | 3  | 6  | 0 |   |
| Japan   | 4 | 0 | 1 | 5 | 0 | 2 | 0 | 1 |   | 13 | 11 | 0 |   |

31. Juli 15:00 Uhr, Camp Municipal de Beisbol de Viladecans
| Team                    | 1 | 2 | 3 | 4 | 5 | 6 | 7 | 8 | 9 |    | R  | H | E |
| ----------------------- | - | - | - | - | - | - | - | - | - | -- | -- | - | - |
| Chinesisch Taipeh       | 4 | 0 | 0 | 1 | 1 | 3 | 2 |   |   | 11 | 13 | 0 |   |
| Dominikanische Republik | 0 | 0 | 0 | 0 | 0 | 0 | 0 |   |   | 0  | 6  | 0 |   |

31. Juli 21:00 Uhr, L’Hospitalet de Llobrecht Baseballstadion
| Team    | 1 | 2 | 3 | 4 | 5 | 6 | 7 | 8 | 9 |    | R  | H | E |
| ------- | - | - | - | - | - | - | - | - | - | -- | -- | - | - |
| Kuba    | 0 | 6 | 0 | 6 | 0 | 6 | 0 |   |   | 18 | 16 | 1 |   |
| Spanien | 0 | 0 | 0 | 0 | 0 | 0 | 0 |   |   | 0  | 2  | 5 |   |

31. Juli 21:00 Uhr, Camp Municipal de Beisbol de Viladecans
| Team               | 1 | 2 | 3 | 4 | 5 | 6 | 7 | 8 | 9 |   | R  | H | E |
| ------------------ | - | - | - | - | - | - | - | - | - | - | -- | - | - |
| Puerto Rico        | 0 | 1 | 0 | 0 | 1 | 0 | 0 | 0 | 0 | 2 | 15 | 3 |   |
| Vereinigte Staaten | 3 | 0 | 3 | 0 | 0 | 0 | 1 | 1 | x | 8 | 9  | 1 |   |

#### Runde 6
1. August 15:00 Uhr, L’Hospitalet de Llobrecht Baseballstadion
| Team        | 1 | 2 | 3 | 4 | 5 | 6 | 7 | 8 | 9 |   | R  | H | E |
| ----------- | - | - | - | - | - | - | - | - | - | - | -- | - | - |
| Puerto Rico | 0 | 0 | 0 | 1 | 0 | 2 | 1 | 0 | 0 | 4 | 10 | 3 |   |
| Kuba        | 4 | 0 | 1 | 2 | 1 | 0 | 0 | 1 | x | 9 | 15 | 2 |   |

1. August 15:00 Uhr, Camp Municipal de Beisbol de Viladecans
| Team              | 1 | 2 | 3 | 4 | 5 | 6 | 7 | 8 | 9 |   | R | H | E |
| ----------------- | - | - | - | - | - | - | - | - | - | - | - | - | - |
| Chinesisch Taipeh | 0 | 0 | 0 | 0 | 0 | 0 | 1 | 0 | 1 | 2 | 7 | 1 |   |
| Japan             | 0 | 0 | 0 | 0 | 0 | 0 | 0 | 0 | 0 | 0 | 3 | 0 |   |

1. August 21:00 Uhr, L’Hospitalet de Llobrecht Baseballstadion
| Team    | 1 | 2 | 3 | 4 | 5 | 6 | 7 | 8 | 9 |    | R  | H | E |
| ------- | - | - | - | - | - | - | - | - | - | -- | -- | - | - |
| Spanien | 0 | 0 | 3 | 1 | 0 | 0 | 0 |   |   | 4  | 8  | 3 |   |
| Italien | 1 | 2 | 2 | 2 | 5 | 1 | 1 |   |   | 14 | 14 | 0 |   |

1. August 21:00 Uhr, Camp Municipal de Beisbol de Viladecans
| Team                    | 1 | 2 | 3 | 4 | 5 | 6 | 7 | 8 | 9 |    | R  | H | E |
| ----------------------- | - | - | - | - | - | - | - | - | - | -- | -- | - | - |
| Dominikanische Republik | 0 | 0 | 0 | 0 | 0 | 0 | 0 |   |   | 0  | 2  | 3 |   |
| Vereinigte Staaten      | 0 | 3 | 0 | 1 | 4 | 1 | 1 |   |   | 10 | 11 | 1 |   |

#### Runde 7
2. August 15:00 Uhr, L’Hospitalet de Llobrecht Baseballstadion
| Team                    | 1 | 2 | 3 | 4 | 5 | 6 | 7 | 8 | 9 | 10 |   | R  | H | E |
| ----------------------- | - | - | - | - | - | - | - | - | - | -- | - | -- | - | - |
| Dominikanische Republik | 0 | 0 | 0 | 1 | 2 | 0 | 0 | 0 | 2 | 2  | 7 | 13 | 4 |   |
| Italien                 | 1 | 0 | 2 | 0 | 0 | 0 | 0 | 0 | 2 | 0  | 5 | 10 | 2 |   |

2. August 15:00 Uhr, Camp Municipal de Beisbol de Viladecans
| Team        | 1 | 2 | 3 | 4 | 5 | 6 | 7 | 8 | 9 |   | R  | H | E |
| ----------- | - | - | - | - | - | - | - | - | - | - | -- | - | - |
| Puerto Rico | 0 | 0 | 0 | 1 | 0 | 1 | 0 | 1 | 3 | 6 | 12 | 3 |   |
| Spanien     | 0 | 0 | 0 | 0 | 0 | 4 | 0 | 0 | 3 | 7 | 10 | 1 |   |

2. August 21:00 Uhr, L’Hospitalet de Llobrecht Baseballstadion
| Team               | 1 | 2 | 3 | 4 | 5 | 6 | 7 | 8 | 9 |   | R  | H | E |
| ------------------ | - | - | - | - | - | - | - | - | - | - | -- | - | - |
| Japan              | 0 | 1 | 0 | 0 | 0 | 4 | 1 | 0 | 1 | 7 | 14 | 0 |   |
| Vereinigte Staaten | 0 | 0 | 0 | 1 | 0 | 0 | 0 | 0 | 0 | 1 | 7  | 0 |   |

2. August 21:00 Uhr, Camp Municipal de Beisbol de Viladecans
| Team              | 1 | 2 | 3 | 4 | 5 | 6 | 7 | 8 | 9 |   | R  | H | E |
| ----------------- | - | - | - | - | - | - | - | - | - | - | -- | - | - |
| Chinesisch Taipeh | 0 | 0 | 0 | 0 | 0 | 0 | 1 | 0 | 0 | 1 | 6  | 1 |   |
| Kuba              | 0 | 3 | 0 | 0 | 3 | 0 | 2 | 0 | x | 8 | 13 | 2 |   |

#### Endstand
| Team                    | S. | N. | Tiebreaker     |
| ----------------------- | -- | -- | -------------- |
| Kuba                    | 7  | 0  | -              |
| Japan                   | 5  | 2  | 1-1, 1,50 RA/9 |
| Chinesisch Taipeh       | 5  | 2  | 1-1, 5,00 RA/9 |
| Vereinigte Staaten      | 5  | 2  | 1-1, 8,00 RA/9 |
| Puerto Rico             | 2  | 5  | 1-0            |
| Dominikanische Republik | 2  | 5  | 0-1            |
| Italien                 | 1  | 6  | 1-0            |
| Spanien                 | 1  | 6  | 0-1            |

### Halbfinale
4. August 15:00 Uhr, L’Hospitalet de Llobrecht Baseballstadion
| Team              | 1 | 2 | 3 | 4 | 5 | 6 | 7 | 8 | 9 |   | R | H | E |
| ----------------- | - | - | - | - | - | - | - | - | - | - | - | - | - |
| Chinesisch Taipeh | 1 | 0 | 0 | 1 | 1 | 1 | 0 | 1 | 0 | 5 | 9 | 0 |   |
| Japan             | 0 | 1 | 1 | 0 | 0 | 0 | 0 | 0 | 0 | 2 | 5 | 0 |   |

4. August 21:00 Uhr, L’Hospitalet de Llobrecht Baseballstadion
| Team               | 1 | 2 | 3 | 4 | 5 | 6 | 7 | 8 | 9 |   | R  | H | E |
| ------------------ | - | - | - | - | - | - | - | - | - | - | -- | - | - |
| Vereinigte Staaten | 0 | 0 | 0 | 0 | 0 | 1 | 0 | 0 | 0 | 1 | 7  | 1 |   |
| Kuba               | 0 | 0 | 0 | 1 | 1 | 2 | 0 | 2 | x | 6 | 11 | 1 |   |

### Spiel um Bronze
5. August 15:00 Uhr, L’Hospitalet de Llobrecht Baseballstadion
| Team               | 1 | 2 | 3 | 4 | 5 | 6 | 7 | 8 | 9 |   | R  | H | E |
| ------------------ | - | - | - | - | - | - | - | - | - | - | -- | - | - |
| Japan              | 0 | 4 | 0 | 0 | 0 | 4 | 0 | 0 | 0 | 8 | 14 | 1 |   |
| Vereinigte Staaten | 0 | 0 | 0 | 2 | 1 | 0 | 0 | 0 | 0 | 3 | 6  | 2 |   |

### Finale
5. August 21:00 Uhr, L’Hospitalet de Llobrecht Baseballstadion
| Team              | 1 | 2 | 3 | 4 | 5 | 6 | 7 | 8 | 9 |    | R  | H | E |
| ----------------- | - | - | - | - | - | - | - | - | - | -- | -- | - | - |
| Kuba              | 2 | 0 | 2 | 1 | 0 | 1 | 2 | 1 | 2 | 11 | 18 | 2 |   |
| Chinesisch Taipeh | 0 | 0 | 0 | 0 | 0 | 0 | 1 | 0 | 0 | 1  | 4  | 3 |   |